# Понтелонго
Понтело̀нго (на италиански: Pontelongo; на венециански: Pontełongo, Понтеонго) е малко градче и община в Северна Италия, провинция Падуа, регион Венето. Разположено е на 5 m надморска височина. Населението на общината е 3834 души (към 2015 г.).